# 1951 en musique classique
| \| • Retour à la chronologie générale de la musique classique • \| |
| Grèce • Rome • Haut Moyen Âge • VIIIe siècle • IXe siècle • Xe siècle • XIe siècle XIIe siècle • XIIIe siècle • XIVe siècle • XVe siècle • XVIe siècle • XVIIe siècle XVIIIe siècle • XIXe siècle • XXe siècle • XXIe siècle |
| • Retour à la chronologie générale de la musique classique • |

| Années en musique classique : 1948 - 1949 - 1950 - 1951 - 1952 - 1953 - 1954    |
| Décennies en musique classique : 1920 - 1930 - 1940 - 1950 - 1960 - 1970 - 1980 |

## Événements

### Créations
- 22 février : la Symphonie no 2 de Charles Ives, créée par Leonard Bernstein à la tête de l'Orchestre philharmonique de New York.
- 9 mars : la Symphonie no 5 d'Arthur Honegger, créée à Boston sous la direction de Charles Munch.
- 21 mars : la Sonatine op. 29 pour clarinette et piano de Malcolm Arnold, créée à Londres.
- 30 mars : la Symphonie no 4 de Walter Piston, créée par le Minneapolis Symphony Orchestra sous la direction d'Antal Doráti.
- mars : Il était un petit navire, opéra-comique de Germaine Tailleferre créé au Théâtre national de l'Opéra-Comique.
- 14 avril : English Dances de Malcolm Arnold, créées par l'Orchestre philharmonique de Londres dirigé par Adrian Boult.
- 21 avril : la Symphonie no 5 de Karl Amadeus Hartmann, créée par Hans Müller-Kray à Stuttgart.

- 10 mai : le Concerto pour cor op.91 de Reinhold Glière, créé à Saint-Pétersbourg par le corniste Valery Polekh sous la direction du compositeur.
- 7 juin : 
  - la Symphonie no 1 d'Henri Dutilleux, créée à Paris sous la direction de Roger Désormière.
  - Quatre études de rythme d'Olivier Messiaen, créées au théâtre du Capitole de Toulouse par Yvonne Loriod (voir 1950).
- 9 juin : L'anima del filosofo, opéra de Joseph Haydn, a sa première représentation scénique à Florence, avec Maria Callas, 160 ans après sa composition.
- 13 juin : le Stabat Mater de Francis Poulenc, créé au Festival de Strasbourg.
- 19 juin : Concerto pour piano et orchestre d'André Jolivet, créé à Strasbourg avec Lucette Descaves au piano et le compositeur à la baguette.
- 29 juillet : Symphonie no 9 de Beethoven jouée par l'Orchestre du Festival de Bayreuth dirigé par Wilhelm Furtwängler.
- 11 septembre : The Rake's Progress, opéra d’Igor Stravinsky, créé à Venise.
- 6 octobre : Polyphonie X, de Pierre Boulez jouée au festival de Donaueschingen.
- 7 octobre : Symphonie no 3 de Hans Werner Henze, créée au Festival de Donaueschingen sous la direction de Hans Rosbaud.
- 12 octobre : Ivan IV, opéra de Georges Bizet, créé au Grand-Théâtre de Bordeaux.
- 19 novembre : Le Buisson ardent de Charles Koechlin, créé par l'Orchestre national de France, placé sous la direction de Roger Désormière.
- 1er décembre : Billy Budd, opéra en 4 actes de Benjamin Britten, créé au Covent Garden (Royal Opera House).

#### Date indéterminée
- la Symphonie no 1 de Malcolm Arnold, créée au Cheltenham Music Festival.
- László Lajtha compose le Quatuor à cordes no 8 op. 53.
- Bohuslav Martinů compose la Sérénade pour violon, alto, violoncelle et deux clarinettes H. 334.

### Autres

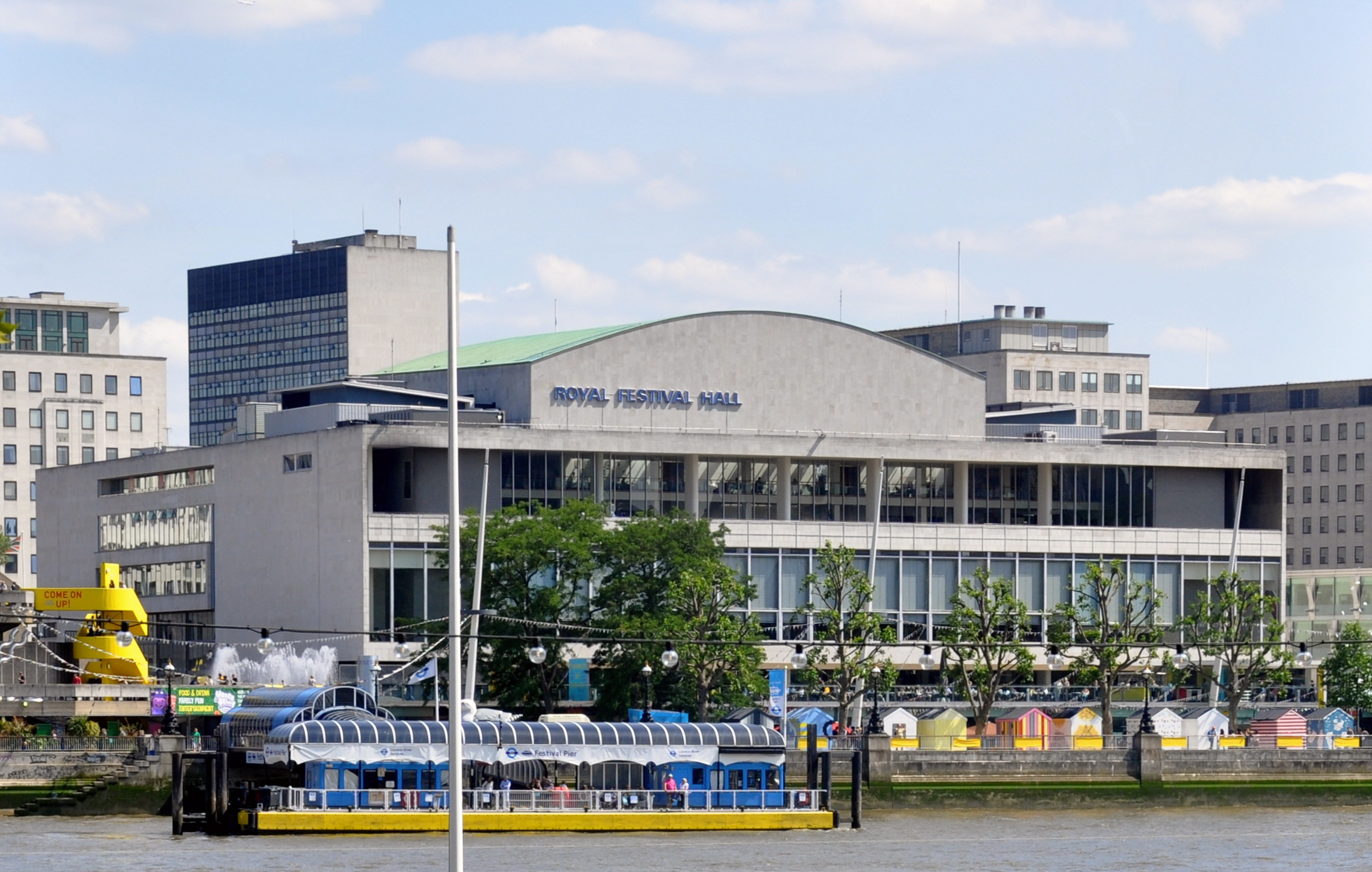
Royal Festival Hall

- 1er janvier : concert du nouvel an de l'orchestre philharmonique de Vienne au Musikverein, dirigé par Clement Kraus.

- 3 mai : inauguration du Royal Festival Hall à Londres.
- Fondation de l'Orchestre philharmonique de Moscou.
- Mise en scène totalement nouvelle de Parsifal de Wagner par Wieland Wagner au premier Festival de Bayreuth d'après-guerre, avec comme chef Hans Knappertsbusch.
- Fondation de l'Orchestre de chambre de Prague.

## Prix
- Mattiwilda Dobbs obtient le 1er prix de chant du Concours international d'exécution musicale de Genève.
- Georges Barboteu obtient le 1er prix de cor du Concours international d'exécution musicale de Genève.
- Leonid Kogan obtient le 1er prix de violon du Concours musical international Reine Élisabeth de Belgique.
- Janine Dacosta remporte le Concours Long (piano) et Gérard Jarry le concours Thibaud (violon).
- Paul Hindemith reçoit le Prix Bach de la Ville libre et hanséatique de Hambourg.
- Johann Nepomuk David reçoit le Prix de la ville de Vienne de musique.

## Naissances

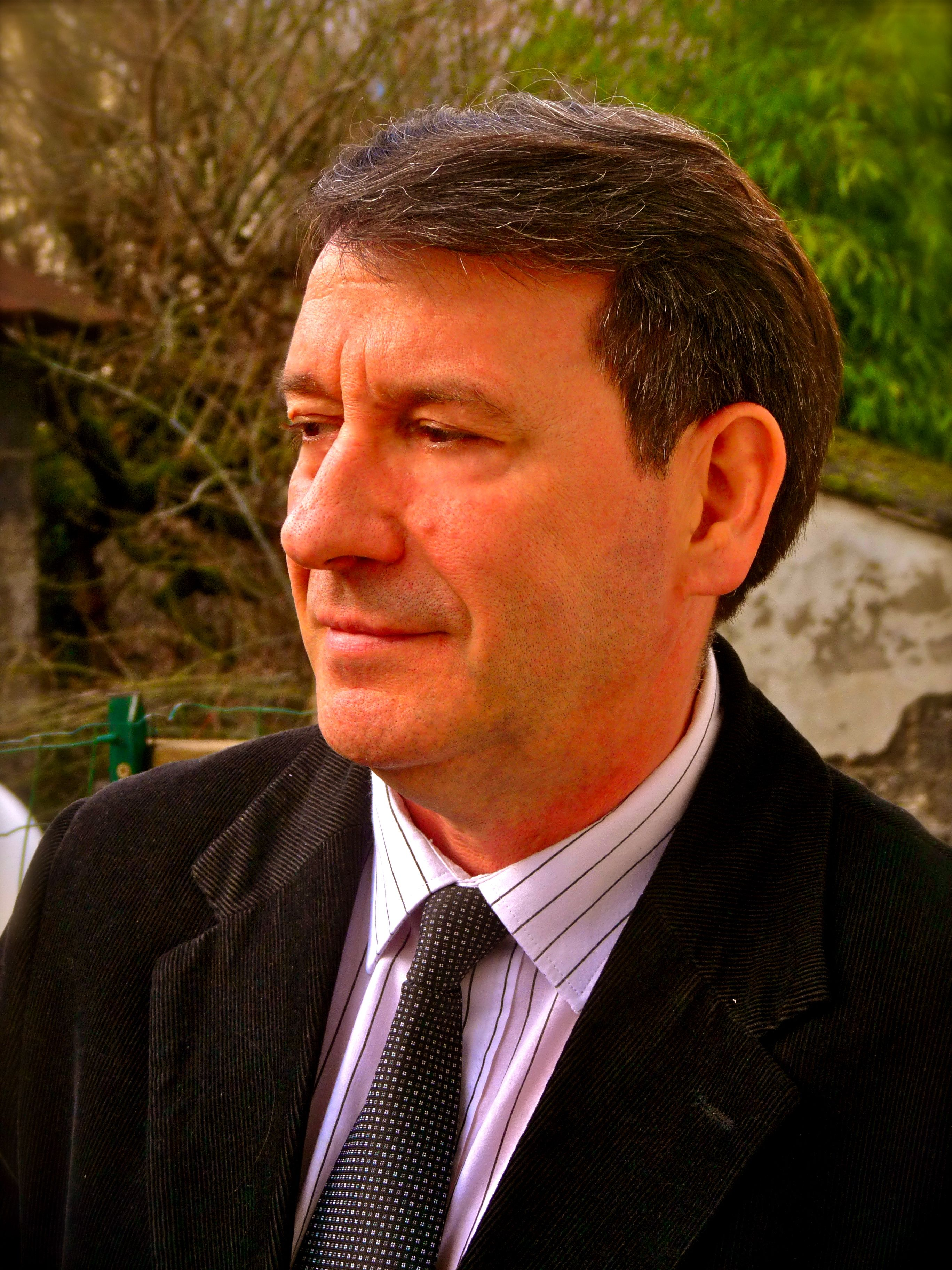
Bernard Rouvière

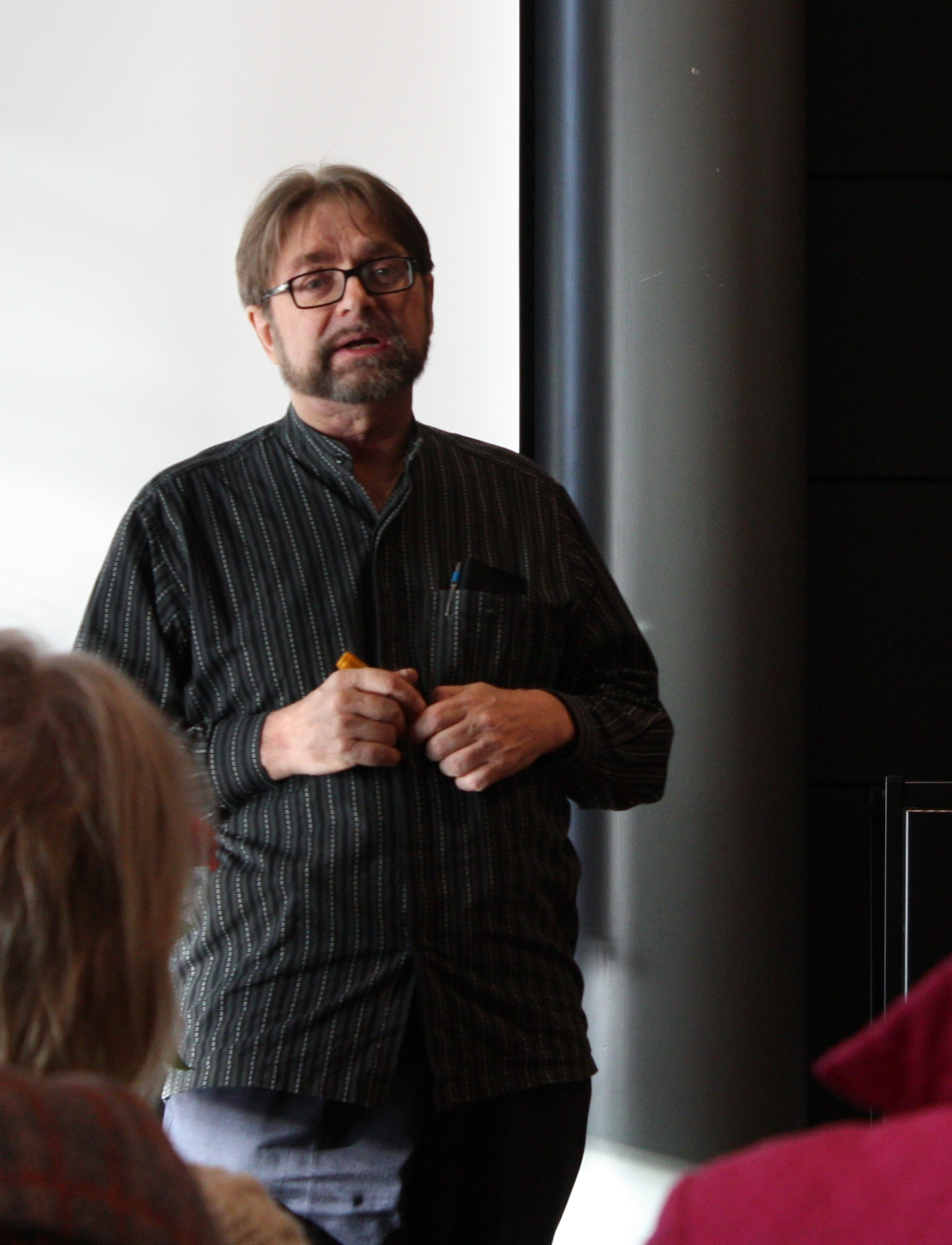
Eero Hämeenniemi

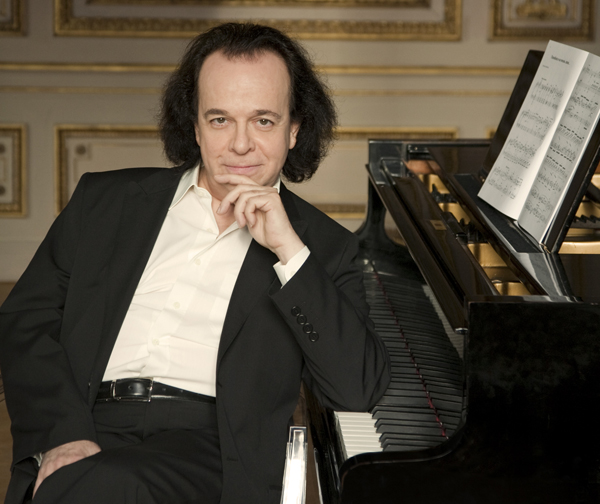
Cyprien Katsaris

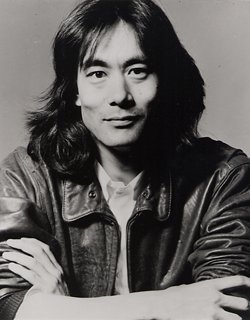
Kent Nagano

- 6 janvier : Jean-Paul Celea, contrebassiste français de jazz et de musique contemporaine.
- 7 janvier : Jonathan Del Mar, musicologue et chef d'orchestre britannique.
- 10 janvier : Rockwell Blake, ténor américain.
- 20 janvier : Iván Fischer, chef d'orchestre hongrois.
- 27 janvier : Nancy Galbraith, organiste, compositrice et postminimaliste américaine.
- 5 février : Piotr Janowski, violoniste polonais († 6 décembre 2008).
- 6 février : Bernard Rouvière, chef d'orchestre et professeur de cor français.
- 11 février : Jean-Philippe Lafont, baryton français.
- 12 février : Boris Bloch, pianiste, chef d'orchestre et professeur d'université russe-ukrainien.
- 24 février : Gabriele Schnaut, artiste lyrique allemande († 19 juin 2023).
- 1er mars : Scott Ross, organiste et claveciniste américain († 13 juin 1989).
- 7 mars : Lioubov Timofeïeva, pianiste russe.
- 10 mars : Lluis Claret, violoncelliste andorran.
- 13 mars : Maryvonne de Saint-Pulgent, conseillère d'État, administratrice et musicienne française.
- 20 mars : Yves Cuenot, organiste et claveciniste français.
- 6 avril : Pascal Rogé, pianiste français.
- 9 avril : Andrzej Krzanowski, compositeur polonais.
- 10 avril : Hans Fagius, organiste suédois.
- 11 avril : Antoine Curé, trompettiste classique français.
- 12 avril : Teresa Catalán, compositrice et professeur espagnole.
- 29 avril : Eero Hämeenniemi, compositeur finlandais.
- 5 mai : Cyprien Katsaris, pianiste et compositeur franco-chypriote.
- 23 mai : Christopher Wilson, luthiste britannique.
- 9 juin : George C. Baker, organiste et compositeur américain.
- 18 juin : Gregory Reinhart, chanteur d'opéra américain.
- 19 juin : Marc-Henri Aubert, pianiste et enseignant vaudois.
- 2 juillet : Gareth Glyn, compositeur et animateur de radio gallois.
- 7 juillet : 
  - Giuliano Carmignola, violoniste italien.
  - Francisco Guerrero Marín, compositeur espagnol de musique contemporaine († 19 octobre 1997).
- 9 juillet : Eugeniusz Knapik, pianiste et compositeur polonais.
- 12 juillet : Sylvia Sass, soprano hongroise.
- 30 juillet : Jean-Marc Volta, clarinettiste et photographe français.
- 5 août : Jean-Louis Gil, organiste français († 7 novembre 1991).
- 15 août : Grzegorz Nowak, chef d'orchestre polonais.
- 21 août :
  - Qigang Chen, compositeur français d'origine chinoise.
  - Vladimir Kafelnikov, trompettiste classique ukrainien et russe.
  - Alejandro Guarello, compositeur et chef d'orchestre chilien.
- 4 septembre : Delores Ziegler, mezzo-soprano américaine.
- 8 septembre : Dezső Ránki, pianiste hongrois.
- 12 septembre : Joëlle Léandre, contrebassiste française de musique contemporaine, de musique improvisée et de jazz.
- 14 septembre : Doina Rotaru, compositrice roumaine.
- 29 septembre : Hendrik Bouman, claveciniste néerlandais.
- 18 octobre : Christophe Gesseney, chef de chœur et compositeur vaudois.
- 24 octobre : George Tsontakis, compositeur et chef d'orchestre américain.
- 2 novembre : Jeremy Menuhin, pianiste américain.
- 6 novembre : Bernard Cavanna, compositeur français.
- 10 novembre : Aleksander Lasoń, compositeur, chef d'orchestre et pédagogue polonais.
- 16 novembre : Denis Gougeon, compositeur et professeur de musique québécois.
- 18 novembre : Heinrich Schiff, violoncelliste et chef d'orchestre autrichien († 23 décembre 2016).
- 22 novembre : Kent Nagano, chef d'orchestre américain.
- 25 novembre : Gilles Cachemaille, chanteur baryton-basse vaudois.

### Date indéterminée
- Arie van Beek, chef d'orchestre néerlandais.
- Cecilia McDowall, compositrice britannique.
- Jacques Dudon, compositeur et luthier expérimental français.
- Arthur Fagen, chef d'orchestre américain.
- Lorenzo Ferrero, compositeur et librettiste italien.
- Patrick Larley, compositeur et chef de chœur britannique.
- Rudolf Lutz, organiste, claveciniste, chef d'orchestre, compositeur et professeur de musique suisse.
- Michel Strauss, violoncelliste français.
- Rachel Talitman, harpiste classique israélienne.
- François Verry, pianiste, pianofortiste, claviériste, organiste et professeur de musique français.
- Demis Visvikis, compositeur grec et français.
- Marcel Worms, pianiste néerlandais.

## Décès

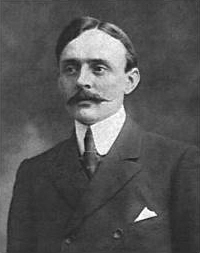
Marcel Tournier

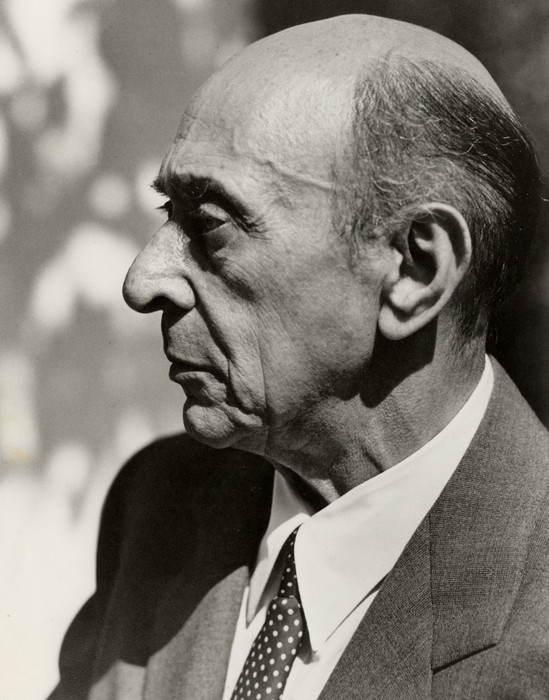
Arnold Schönberg

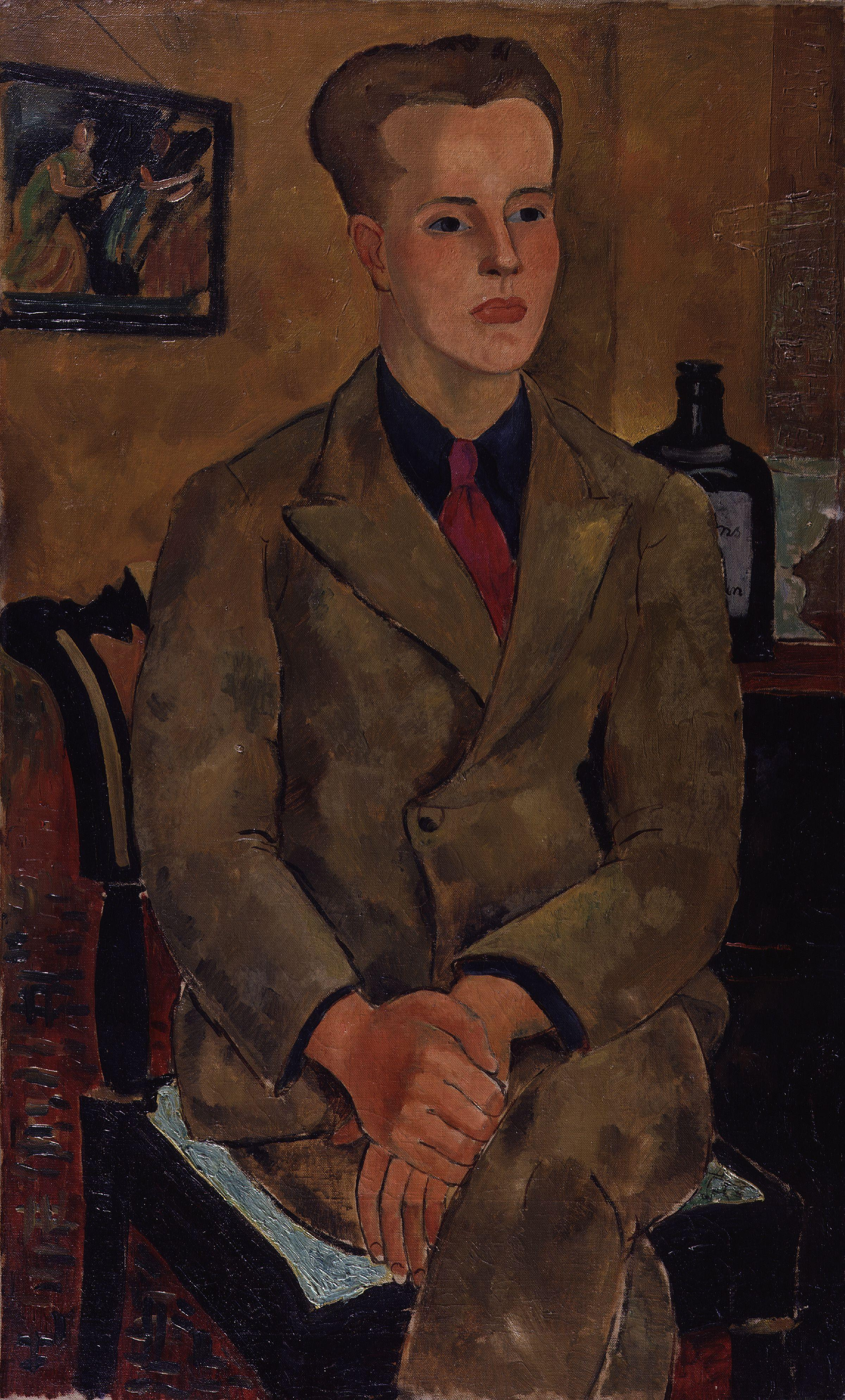
Constant Lambert

- 3 janvier : Ferdinand Barlow, compositeur français (° 2 octobre 1881).
- 22 janvier : Eastwood Lane, compositeur américain (° 22 mai 1879).
- 23 janvier : Ludwig Boslet, compositeur et organiste allemand (° 12 décembre 1860).
- 12 février : Marc de Ranse, pianiste, organiste, maître de chapelle, chef de chœur et compositeur français (° 20 avril 1881).
- 12 mars : Harold Bauer, pianiste britannique (° 23 avril 1873).
- 13 mars : Oskar C. Posa, compositeur, maître de chapelle et professeur autrichien (° 16 janvier 1873).
- 20 mars : Kathleen Lockhart Manning, compositrice américaine (° 24 octobre 1890).
- 21 mars : Willem Mengelberg, chef d'orchestre néerlandais (° 28 mars 1871).
- 2 avril : Simon Barere, pianiste américain d’origine russe (° 1er septembre 1896).
- 7 avril : Georg Kinsky, musicologue allemand (° 29 septembre 1882).
- 25 avril : Alexandre Kreïn, compositeur soviétique (° 20 octobre 1883).
- 26 avril : John Alden Carpenter, compositeur américain (° 28 février 1876).
- 28 avril : Maurice Vieux, altiste français (° 14 avril 1884).
- 4 mai : Hector Dufranne, baryton-basse belge (° 25 octobre 1870).
- 18 mai : Marcel Tournier, harpiste français (° 5 juin 1879).
- 29 mai : Josef Bohuslav Foerster, compositeur tchécoslovaque (° 30 décembre 1859).
- 4 juin : Serge Koussevitzky, chef d'orchestre russe naturalisé américain (° 26 juillet 1874).
- 15 juin : Roger Dumas, compositeur et chef d'orchestre français (° 31 décembre 1897).
- 19 juin : Albert Bertelin, compositeur français (° 26 juillet 1872).
- 5 juillet : Albert Hetényi Heidelberg, compositeur hongrois (° 18 avril 1875).
- 9 juillet :
  - Jørgen Bentzon, compositeur danois (° 14 février 1897).
  - Giannina Arangi-Lombardi, soprano italienne (° 20 juin 1891).
- 13 juillet : Arnold Schönberg, compositeur autrichien (° 13 septembre 1874).
- 12 août : Ebbe Hamerik, compositeur danois (° 5 septembre 1898).
- 15 août : Artur Schnabel, pianiste, compositeur et pédagogue autrichien (° 17 avril 1882).
- 21 août : Constant Lambert, compositeur et chef d'orchestre britannique (° 23 août 1905).
- 30 août : Georgette Bréjean-Silver, soprano colorature française (° 22 septembre 1870).
- 8 septembre : Gaston Hamelin, clarinettiste français († 27 mai 1884).
- 9 septembre : Cecil Gray, compositeur et critique musical écossais (° 19 mai 1895).
- 14 septembre : Fritz Busch, chef d'orchestre allemand (° 13 mars 1890).
- 5 octobre : Egisto Tango, chef d'orchestre italien (° 13 novembre 1873).
- 11 novembre : César Vezzani, ténor français (° 8 août 1888).
- 13 novembre : Nikolaï Medtner, compositeur et pianiste russe (° 5 janvier 1880).
- 23 novembre : Henri Collet, compositeur et critique musical français (° 5 novembre 1885).
- 6 décembre : Léon Rothier, artiste lyrique français (° 26 décembre 1874).
- 13 décembre : Selim Palmgren, pianiste et compositeur finlandais (° 16 février 1878).
- 16 décembre : Courtlandt Palmer, pianiste et compositeur américain (° 17 décembre 1871).
- 23 décembre : Alfrēds Kalniņš, compositeur et chef d’orchestre letton (° 23 août 1879).
- 28 décembre : Paul Ottenheimer, compositeur et chef d'orchestre allemand (° 1er mars 1873).